# Aspire Park

Aspire Park

Aspire Park está ubicado en Aspire Zone, en el distrito sur de Baaya en Doha, Catar. Cubre un área de 88 hectáreas y es el parque más grande de Dohadonde destaca la Aspire Tower, especialmente de noche, un moderno hotel de 300 metros que sirvió como antorcha gigante para los Juegos Asiáticos de 2006. El parque tiene diferentes características, como fuentes, áreas de juegos para niños, un lago, una pequeña colina, una cafetería donde se pueden comprar diferentes tipos de bebidas y varios tipos de árboles, tanto raros como comunes.
El 23 de marzo de 2020, el Ministerio de Comercio e Industria cerró el parque Aspire, junto con otros parques, debido al brote de COVID-19. Desde entonces ha sido reabierto.
Además, desde el 2021 se celebra en esta localización las BPT Finals.

## Instalaciones de arte
Perceval, de la artista británica Sarah Lucas, es una escultura de bronce de tamaño natural de un caballo de la comarca que tira de un carro con dos calabazas gigantes, instalada en el Aspire Park. El tema refleja la afición de Lucas por reexaminar objetos cotidianos en contextos inusuales.